# Perlátor

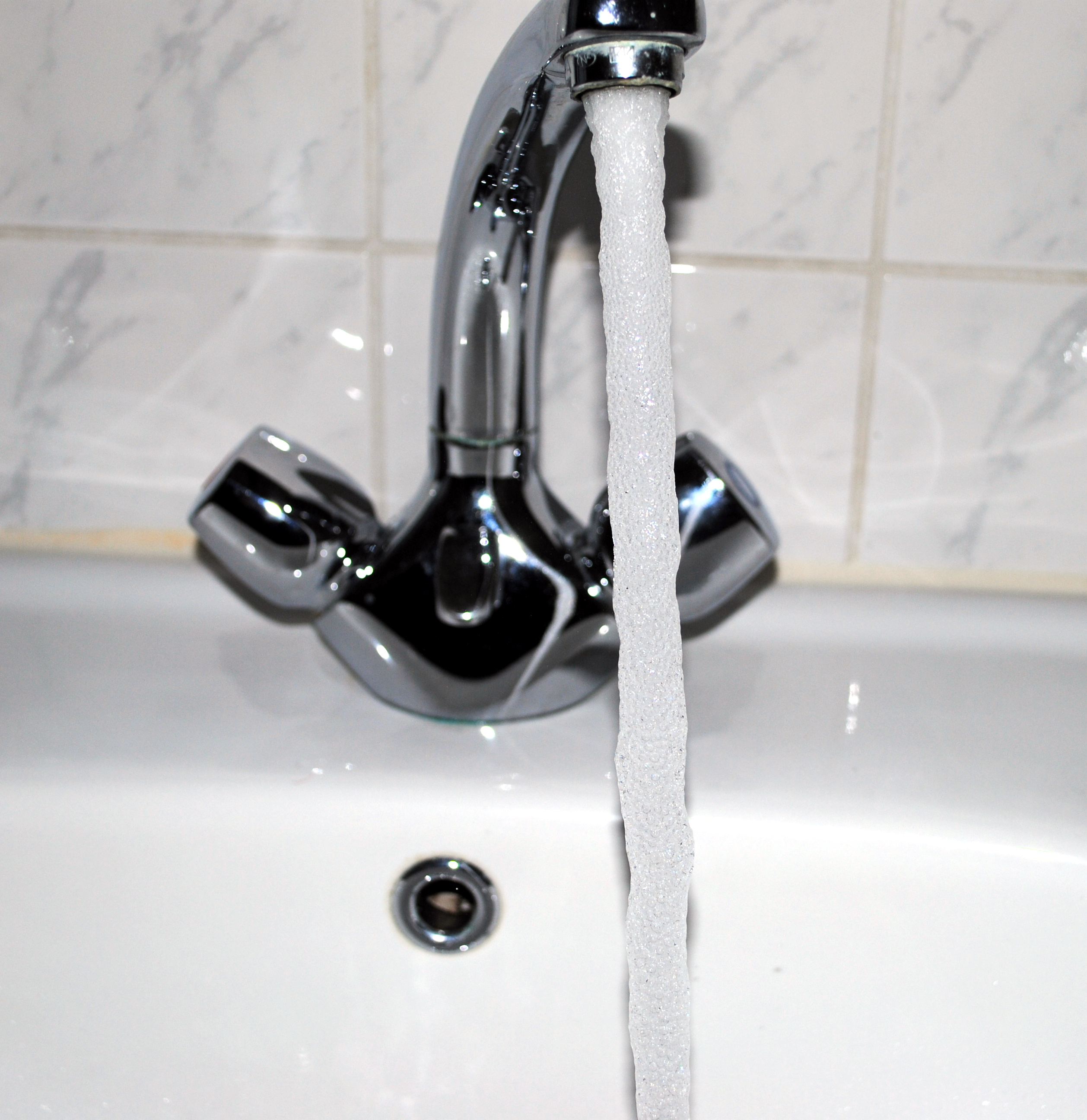
Provzdušněný proud vody tekoucí z baterie s perlátorem

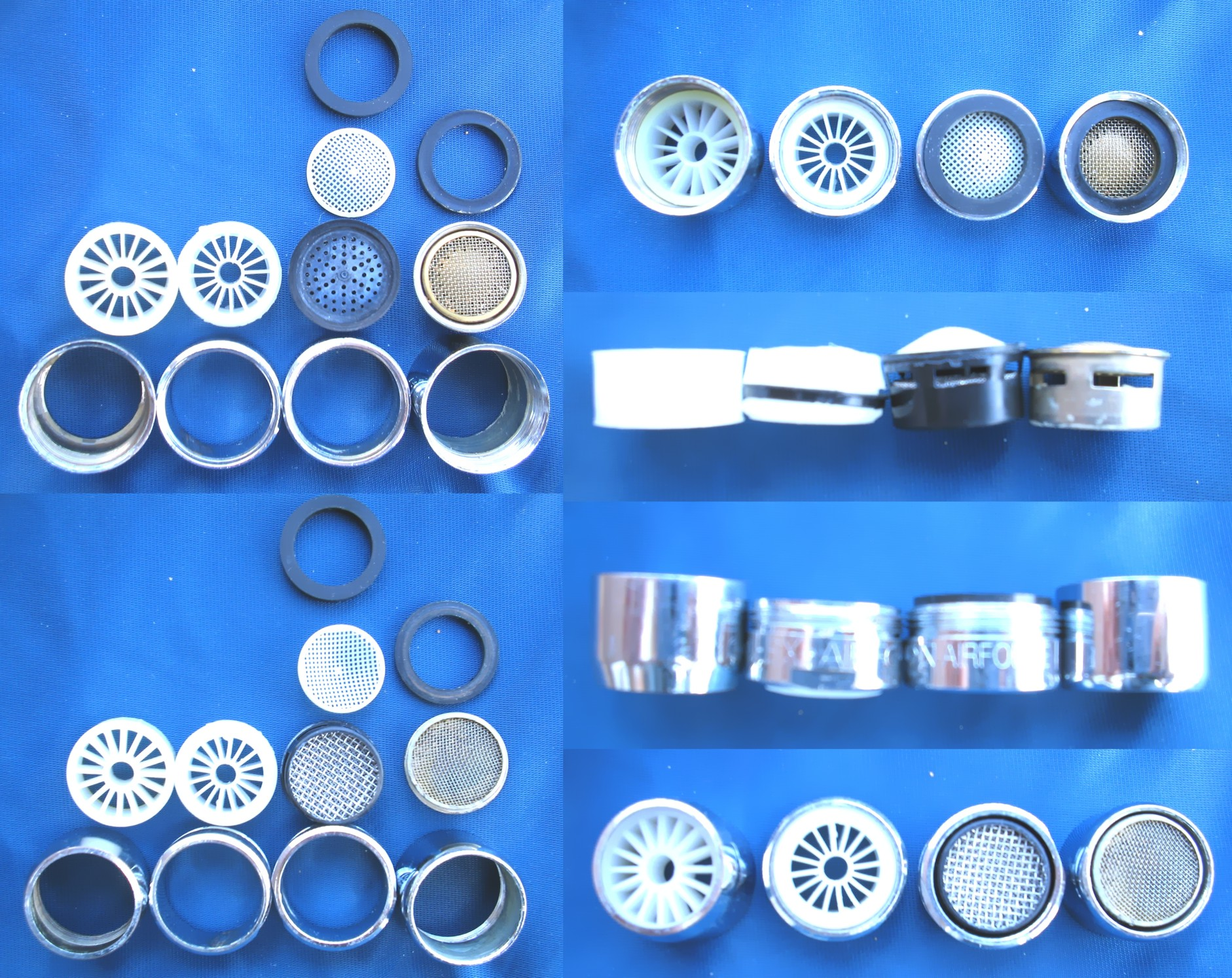
Různé druhy klasických perlátorů

Perlátor je součást vodovodní baterie, která na jejím konci zajišťuje provzdušnění vody a souvislý vodní proud bez cákání. Klasické základní perlátory jsou založeny na systému kovových sítěk, které zachycují případné mechanické nečistoty a zjemňují proud vody. Úsporné typy perlátorů, označované též jako šetřiče vody, navíc různými způsoby omezují průtok, aby vytvořily silný proud s nižším průtokem, a tedy i nižší spotřebou vody. Průtok se liší podle výrobce perlátorů a může být snížený z 10 až na 1 litr.
Mezi základní funkce, které perlátor plní, patří:
- provzdušnění vody,
- omezení stříkání vody,
- usměrnění souvislého toku vody,
- omezení spotřeby vody,
- zachycení případných mechanických nečistot,
- omezení hlučnosti.

Perlátory mohou být náchylné k zanášení nečistotami a také k ucpávání vápenatými usazeninami. Tzv. antivápenné perlátory jsou proto vyráběny ze speciálních plastů odolných proti usazování vodního kamene.
Výkyvné perlátory jsou konstruovány tak, aby šlo jejich ústí a s ním i vytékající proud vody nasměrovat.